# Poecilopsis felkeli
Poecilopsis felkeli là một loài bướm đêm trong họ Geometridae.